# Ogcodes reginae
Ogcodes reginae este o specie de muște din genul Ogcodes, familia Acroceridae. A fost descrisă pentru prima dată de Trojan în anul 1956. Conform Catalogue of Life specia Ogcodes reginae nu are subspecii cunoscute.